# Яр-Базар
Яр-Базар — село в Лиманском районе Астраханской области России. Входит в состав Камышовского сельсовета.

## История
В «Списке населенных мест Российской империи» 1859 года Яр-Базар упомянут как казённый рыболовный завод Астраханского уезда (2-го стана) на протоке Яр-Базар, расположенный в 70 верстах от губернского города Астрахани. В Яр-Базаре имелся один двор и проживало 9 человек (5 мужчин и 4 женщины).

## География
Село находится в юго-западной части Астраханской области, на правом берегу Главной протоки дельты реки Волги, на расстоянии примерно 27 километров (по прямой) к северо-востоку от посёлка городского типа Лиман, административного центра района. Абсолютная высота — 16 метров ниже уровня моря.
Климат умеренный, резко континентальный. Характеризуется высокими температурами летом и низкими — зимой, малым количеством осадков, а также большими годовыми и летними суточными амплитудами температуры воздуха.

## Население
| 2002 | 2010 | 2012 |
| ---- | ---- | ---- |
| 283  | ↘256 | ↗262 |

По данным Всероссийской переписи, в 2010 году численность населения села составляла 256 человек (128 мужчин и 128 женщин). Согласно результатам переписи 2002 года, в национальной структуре населения русские составляли 49 %, калмыки — 45 %.
| Национальность | Численность (2010) | Процент |
| -------------- | ------------------ | ------- |
| Русские        | 132                | 51,8%   |
| Калмыки        | 120                | 47,1%   |
| Чеченцы        | 3                  | 1,2%    |
| Всего          | 255                | 100%    |

## Инфраструктура
В селе функционируют фельдшерско-акушерский пункт (филиал ГБУЗ АО «Лиманская районная больница»), сельский клуб и отделение Почты России.

## Улицы
Уличная сеть села состоит из 5 улиц.